# Dominic Pürcher
Dominic Pürcher (* 24. Juni 1988 in Schladming) ist ein österreichischer Fußballspieler auf der Position eines Abwehrspielers.

## Karriere
Pürcher begann seine aktive Karriere als Fußballspieler beim SV Rohrmoos/Untertal. Im Jahre 1998 wechselte er in die Jugendmannschaft des FC Schladming. Im Jahre 2002 wechselte er von den Schladmingern an die Akademie des österreichischen Bundesligaklubs SK Sturm Graz. Bereits in der Saison 2004/05 gab er sein Debüt für die Amateurmannschaft des SK Sturm in der drittklassigen Regionalliga Mitte, kam aber noch bis in die Saison 2006/07 für die Akademie zum Einsatz. In ebendieser Saison trat er auch als einer der Hauptakteure der Regionalligamannschaft in Erscheinung und brachte es bei 28 Meisterschaftseinsätzen auf drei Treffer.
2007/08 wurde er in den Kader der Bundesligamannschaft des Traditionsvereins aufgenommen. Zu dieser Zeit wechselte er noch zwischen den Amateuren und dem Bundesligisten, kam aber in der Bundesliga nie zum Einsatz. Am 5. August 2008 wurde bekanntgegeben, dass Pürcher, sowie Coşkun Kayhan von den Amateuren des SK Rapid Wien zum Aufsteiger in die zweithöchste österreichische Liga, dem SV Grödig, geholt wurden. In den Wochen zuvor gab es einige kleinere Schwierigkeiten, da man Pürcher nicht gehen lassen wollte, da sein Vertrag erst 2009 auslief und weil der SK Sturm Graz zu diesem Zeitpunkt noch zu wenige Spieler im Kader hatte. Am 8. August 2008 absolvierte Pürcher seinen ersten Profieinsatz in der Ersten Liga im Spiel SV Grödig gegen DSV Leoben. Er spielte 90 Minuten durch; das Spiel endete in einem 2:2-Remis. Bis dato  absolvierte er 25 Spiele für den Verein aus Salzburg und erzielte dabei einen Treffer.
Am 30. Juni 2009 verlängerte er seinen Vertrag mit dem SK Sturm Graz um zwei weitere Jahre. Gleichzeitig wurde er erneut in die Erste Liga verliehen, diesmal an den Aufsteiger TSV Hartberg. Nach der Saison 2009/10 wurde Pürcher wieder zurück nach Graz geholt, wo er einen Platz im Profikader erhielt. Nachdem er bereits seit 2006 durchgehend – mit kurzen Ausnahmen – im Kader des Profiteams stand, absolvierte er erst zur Spielzeit 2010/11 seine ersten Ligapartien für den Grazer Traditionsverein und wurde zudem österreichischer Meister. Im Sommer 2012 wechselte er zur Kapfenberger SV. 2013 wechselte er zum Ligakonkurrenten SC Austria Lustenau. 2015 ging er zum Aufsteiger SK Austria Klagenfurt.
Nachdem er mit der Austria in die Regionalliga abgestiegen war, wechselte er im Sommer 2016 in die Oberliga zu seinem Jugendklub FC Schladming. Im Jänner 2019 kam er zum SC Kalsdorf und von diesem im Sommer 2020 zum SV Rottenmann. Seit Sommer 2022 spielt er für den USV Hengsberg, mit dem er 2024/25 in die fünftklassige Oberliga Mitte/West aufstieg.

### International
Pürcher kam auch zu einigen Einsätzen für das österreichische U-17-Nationalteam (10 Einsätze), für das U-19-Nationalteam (15 Einsätze), sowie zu vier Einsätzen für die österreichische U-20-Nationalelf. Außerdem absolvierte er zwei Spiele für die Österreichische U-21-Nationalmannschaft. Außerdem war er im Jahr 2007 Teilnehmer an der U-19-Europameisterschaft in Oberösterreich.

## Erfolge
- Teilnahme an der U-19-Europameisterschaft 2007
- Österreichischer Meister: 2011